# Paternostermacher

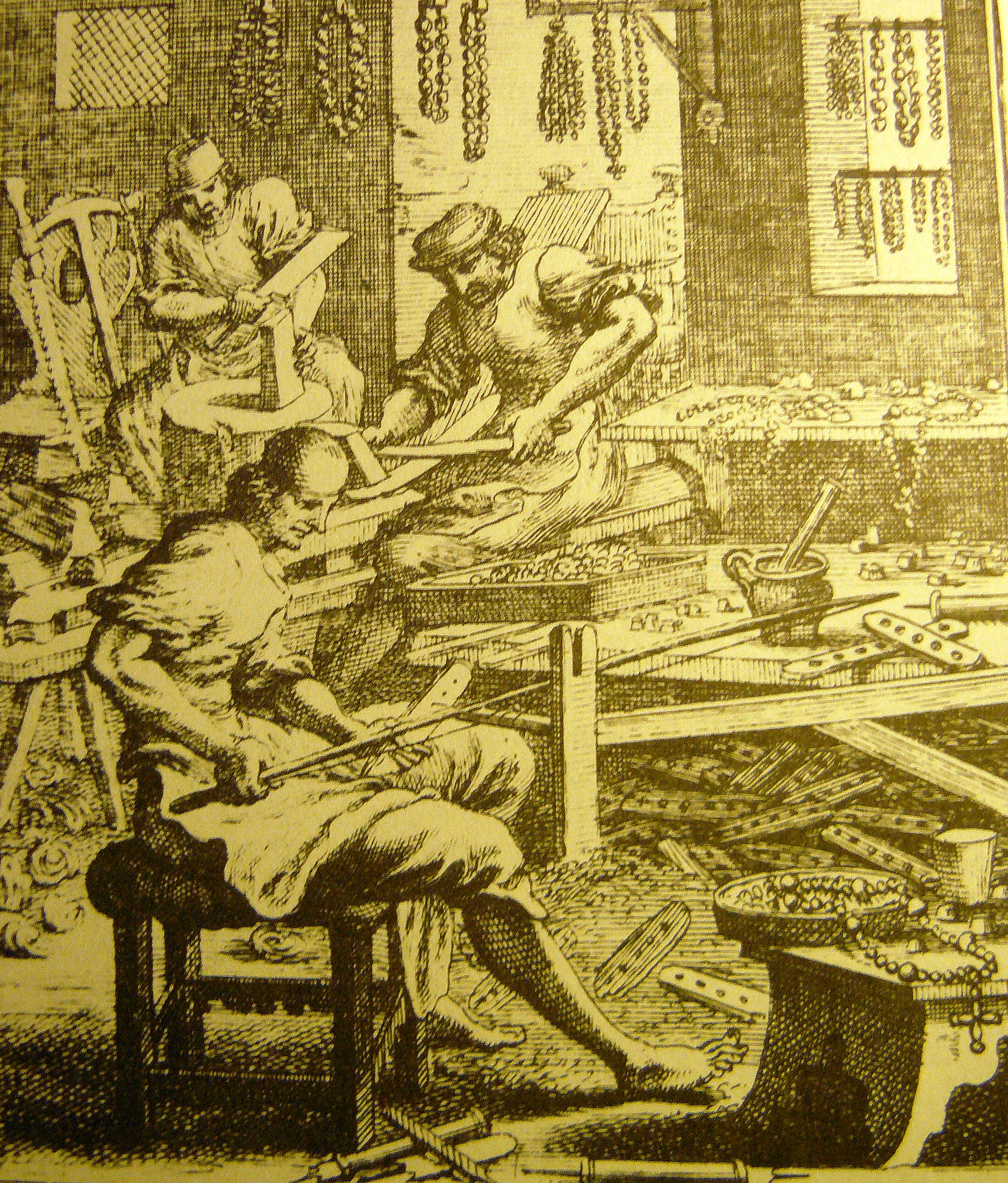
Zeitgenössische Darstellung einer Paternostermacherwerkstatt, Regensburg 1698

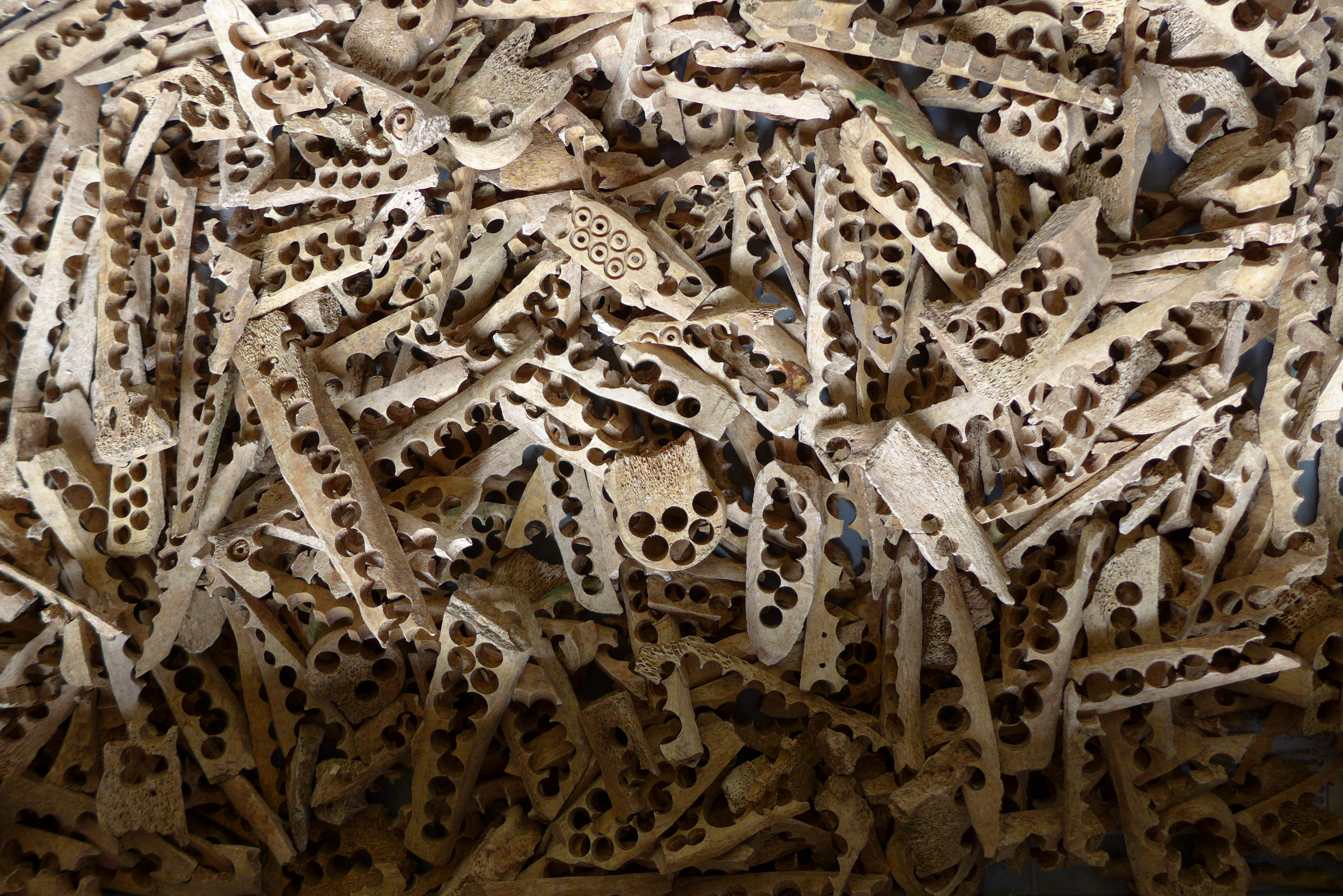
Paternosterleisten aus Mittelhand- und Mittelfußknochen vom Rind mit Reihen runder Löcher, aus denen kugelförmige Paternosterperlen gebohrt wurden (Ausgrabungsfunde aus dem Würzburger Franziskanerkloster)

Paternostermacher (Paternostermaker, Paternostermakerer oder Paternosterer) fertigten Rosenkränze an. Oftmals wird die Berufsbezeichnung Bernsteindreher synonym verwendet, denn das meistbenutzte Material war Ostsee- oder Baltischer Bernstein. Für die Herstellung solcher Gebetsketten wird aber auch Elfenbein, Holz, Perlmutt, Knochen, Horn oder Koralle, mitunter auch Silber benutzt. Der Begriff Paternostermacher ist auch nur in Chroniken einiger der Städte erwähnt, in denen sich Zünfte dieses Berufsstandes bildeten.

## Qualifikation, Produkte und Handelsbeziehungen
Bernsteindrehermeistern wurden gewisse Leistungsnachweise abverlangt, die von jeder Zunft eigenständig festgelegt wurden. So verlangte die Königsberger Zunft in ihrem Gildebrief von 1745 „ein viertel Pfund kugelrunde Corallen ohne Zuthun eines Circuls nach dem Augen-Maaß, worinnen die Löcher gleiche und gerade gebort sein müssen“. Rosenkranzperlen werden in alten Chroniken vielfach mit dem damaligen fachsprachlichen Wort ‚Corallen‘ bezeichnet.
Neben Perlen für Rosenkränze, die den weitaus größten Teil der Produktion der Bernsteindreher darstellten, wurden auch andere Gebrauchsgegenstände hergestellt. So werden in einem Lübecker Dokument aus dem Jahre 1709 „Mäßer, Häffter, Schalen, Kasten, Löffel“ genannt. Kunstgewerbliche Gegenstände wurden hingegen kaum angefertigt. Ausnahmen hiervon waren offenbar so selten, dass sie ausdrücklich erwähnt werden, wie sich aus einem Gutachten des Lübecker Gewerksältesten aus dem Jahre 1692 ergibt, in dem von einem „Lädgen oder Cabinett“ und von zwei Kruzifixen die Rede ist, die von den Lübecker Bernsteindrehermeistern Johann Segebad und Niklas Steding angefertigt worden sind. Die Danziger und Königsberger Bernsteindreher fertigten Tabaks- und Nadeldosen, Etuis und Pfeifenmundstücke von eher kunstgewerblichem Charakter. Ein herausragendes Beispiel für eine technische Neuerung lieferte der zur Königsberger Zunft gehörende Meister Christian Porschin, der 1691 den Bernsteinbrennspiegel erfand, mit dem sich nach seinen eigenen Aussagen Pulver viel besser entzünden ließ als mit den gebräuchlichen gläsernen Spiegeln. Ferner sollen aus der Werkstatt von Porschin auch Brillengläser aus Bernstein gekommen sein.
Die Handelsbeziehungen der Zünfte lassen sich nur anhand weniger Dokumente nachvollziehen. Diese deuten aber darauf hin, dass die Paternostermacherzünfte ihre Produkte regelmäßig nicht nur am lokalen Markt verkauften, sondern auch exportierten. Aus einem Dokument der Stolper Zunft aus dem Jahre 1791 lässt sich entnehmen, dass Waren der Paternostermacher bis nach dem damaligen Konstantinopel (Istanbul), Smyrna (Izmir) und Aleppo geliefert wurden; die Königsberger Zunft unterhielt Handelsbeziehungen mit Türken und Armeniern.

## Geschichte
Im 14. Jahrhundert entstanden die ersten Paternostermacherzünfte in den Hansestädten Lübeck und Brügge, ein Jahrhundert später in Stolp (1480/82), 1477 in Danzig, 1535 in Kolberg, vor 1550 in Köslin, 1539 in Elbing und 1641 in Königsberg. Dass die Zünfte zunächst weit westlich der Bernstein liefernden Küstenabschnitte der Ostsee und erst allmählich in deren Nähe entstanden, hängt damit zusammen, dass die Rechteinhaber aus dem Bernsteinregal – anfangs der Deutschritterorden, später auch die preußischen Herzöge – die Unterschlagung von Bernstein durch das Austrocknen des Schwarzhandels zu unterbinden suchten, indem die potentiellen Abnehmer des Rohmaterials, nämlich die Bernsteindreher, aus dem Fundgebiet ferngehalten wurden. Die Gründung der ersten Bernsteindreherzunft in Ostpreußen fällt somit konsequenterweise zeitlich mit der Verpachtung des Bernsteinregals an die Stadt Danzig zusammen.
Den Zünften gehörten neben den Bernsteindrehern auch andere mit der Bernsteinverarbeitung beschäftigte Gewerke an, so die sogenannten Inventierer, die sich auf das Kunsthandwerk des Inkrustierens verstanden. Der Deutsche Orden, der von Kaiser Friedrich II. die Regierung in Preußen erhielt, brachte den Bernstein von der Samlandküste nach Danzig und von hier aus nach Brügge und Lübeck, wo er verarbeitet wurde. In Brügge wurde die Zunft der Paternostermacher im Jahre 1302 gegründet. Etwa 100 Jahre später gehörten ihr 70 Meister und mehr als 300 Gesellen und Lehrlinge an. Aus Lübeck werden Paternostermacher erstmals im Bürgerregister von 1317 erwähnt, die erste urkundliche Erwähnung (Zunftrolle) stammt aus dem Jahre 1360. Um das Jahr 1400 gehörten in Lübeck mindestens 16 Meister der Zunft (damals noch als „Amt“ bezeichnet) der Paternostermacher an. Insgesamt waren zu dieser Zeit dort mindestens 40, nach anderen Quellen mehr als 100 Bernsteindreher tätig. Den Ämterstatuten aus dieser Zeit ist zu entnehmen, dass das Rohmaterial hauptsächlich, aber nicht ausschließlich vom Deutschen Orden bezogen wurde. Kaufleute der Stadt garantierten den Paternostermachern zu Beginn des 15. Jahrhunderts einige Zeit die Abnahme ihrer Fertigprodukte zu Festpreisen bis zu einer Obergrenze von 80 Pfund. Mehrproduktion durften die Paternostermacher lokal oder in der Umgebung absetzen, nicht aber an den Handelsplätzen der Kaufleute (Venedig, Köln, Frankfurt und Nürnberg). Einige Jahrzehnte konnte mit dieser Regelung ein Überangebot vermieden und der Preis für Bernsteinartikel auf hohem Niveau gehalten werden.
In den Jahren 1449 und 1454 kam es zu Beschwerden der Paternostermacher in Lübeck, die sich beim Hochmeister Konrad von Erlichshausen über „die Versendung preußischen Rohbernsteins direckt nach Venedig“ beklagten. Sie verlangten, dass sämtlicher in Preußen gefundener Bernstein angekauft werden solle, wie es „ihr und ihrer Brügger Kollegen althergebrachtes Recht“ sei. Dies sollte insbesondere dazu dienen „die Entstehung konkurrierender Bernsteinindustrien an andern Orten“ zu verhindern. Im Frühjahr 1454 verschlechterte sich die Lage für das Brügger und Lübecker Bernsteinpaternostermacheramt durch den Ausbruch des Ordenskrieges. Beide Ämter versuchten den Fortgang des Bernsteinhandels mit Danzig zu sichern. Die Lieferungen waren durch Kaperer gefährdet.
Das Regelwerk der Zünfte sicherte ihren Mitgliedern den bestmöglichen Zugang zu dem zeitweilig knappen Rohmaterial und zielte darauf ab, Personen außerhalb der Zünfte von dem Handwerk fernzuhalten. Um diesen Anspruch durchzusetzen, war es Gesellen nicht erlaubt, auf eigene Rechnung Bernsteinaufträge auszuführen oder auch nur Bernstein zu erwerben. Andererseits war es einem Gesellen zumeist nur dann möglich, selbst Meister zu werden, wenn er die Tochter eines Zunftmeisters heiratete. Personen, die entgegen den Ordnungsprinzipien dieser Zunft auf eigene Faust Bernstein zu verarbeiten versuchten, sogenannte Bönhasen, wurden verfolgt, oft deren Familienmitglieder von jeglicher Tätigkeit in der Zunft ausgeschlossen. Einige Zünfte behandelten auch wandernde Gesellen aus Paternostermacherzünften anderer Städte als Bönhasen. Andere Zugangsbedingungen zur Zunft waren der Nachweis eines gewissen Kapitalstocks (Lübeck), Bürgerrechte, Lebenswandel, eheliche Geburt (Danzig und andere) oder die Ablegung eines Meisterstückes unter Aufsicht des Ältermannes (Danzig).
Mit der Reformation nahm die Bedeutung der Paternostermacher in den folgenden Jahrhunderten ab, auch wenn die Geschäfte von Zeit zu Zeit, insbesondere durch verstärkte Nachfrage seitens verschiedener Herrscherhäuser, wieder besser gingen. Die Zünfte konnten sich aber zumeist noch bis in das 19. Jahrhundert halten, in Königsberg beispielsweise bis 1811, in Lübeck bis 1842, die letzte Bernsteindreherzunft, in Stolp, sogar bis 1883. Daniel Barholz, der Stadtschreiber in Elbing, berichtete 1646, dass die Elbinger Stadtregierung Bernsteindreher anstelle.

## Verschiedenes
Schutzpatron der Paternostermacher war der heilige Adalbert. Der Beruf ist Ursprung des Familiennamens Paternostermaker.